# Jukka Keskisalo
Jukka Pekka Sakari Keskisalo, né le 27 mars 1981 à Varkaus, est un athlète finlandais, spécialiste du 3000 mètres steeple.

## Biographie
Keskisalo est un talentueux coureur finlandais qui se démarque très rapidement avec une marque à 8 min 52 s 46 à seulement 19 ans. Grâce à cette performance, il se classe 7e des championnats du monde Junior de Santiago de Chile. Trois ans plus tard, il entre en finale des Championnats du monde d'athlétisme 2003 à Paris avec un temps de 8 min 17 s 72 (Nouveau Record Personnel) et se classe 9e. Par la suite, il enchaînera les blessures pendant deux saisons et n'obtiendra qu'une 7e place en Série des Championnats du Monde d'Helsinki en 2005.
Son retour au plus haut niveau s'effectue en 2006 où il gagne le Championnats d'Europe d'athlétisme 2006 de Göteborg devant Jose Luis Blanco et Bob Tahri. La même année, il bat son record personnel au Meeting de Zürich avec un chronomètre de 8 min 16 s 74. Il sera élu meilleur sportif finlandais de l'année 2006.
Les blessures s'acharnent à nouveau sur Keskisalo qui doit déclarer forfait pour les séries des Jeux Olympiques de Pékin en 2008. Il s'en sortira à nouveau l'année suivante pour se classer 8ème des championnats du Monde de Berlin avec un record personnel à la clef de 8 min 14 s 47. Quelques semaines plus tard, il se rendra au meeting de Zürich où il améliorera son record pour le porter à 8 min 10 s 67 et se classe 9e athlète mondial sur la discipline.
Pour l'année 2011, les blessures l'empêchent de continuer sa progression, il est stoppé en série du 3000 m steeple de Daegu en prenant la 8e place. Il pourra prendre sa revanche un an plus tard en accédant à la finale du 3000 m steeple des Jeux Olympiques de Londres mais une blessure à la cheville droite l'oblige à l'abandon à mi-parcours.
Keskisalo prendra sa retraite à la suite de cette finale. Mais un an plus tard, il décide de revenir et prépare les Championnats d'Europe de Zürich où il rentrera en finale et se classe 7e puis il sera reclassé 6e à la suite de la disqualification de Mahiedine Mekhissi Bennabad pour cause de non-port de maillot. Keskisalo plaisante sur le Français en lui annonçant que "s'il était si fort, il n'avait qu'à enlever le short".
À la suite de ce championnat, il décide de mettre un terme définitif à sa carrière professionnelle.

## Palmarès

### Championnat du monde d'athlétisme
- Championnats du monde d'athlétisme de 2003 à Paris (France)
  - 9e au 3 000 m steeple
- Championnats du monde d'athlétisme de 2005 à Helsinki (Finlande)
  - 7e au 3 000 m steeple

### Championnats d'Europe d'athlétisme
- Championnats d'Europe d'athlétisme de 2006 à Göteborg (Suède)
  -  Médaille d'or au 3 000 m steeple